# Abrodictyum pluma
Espèce
Répartition géographique
Abrodictyum pluma est une fougère de la famille des Hyménophyllacées.

## Description

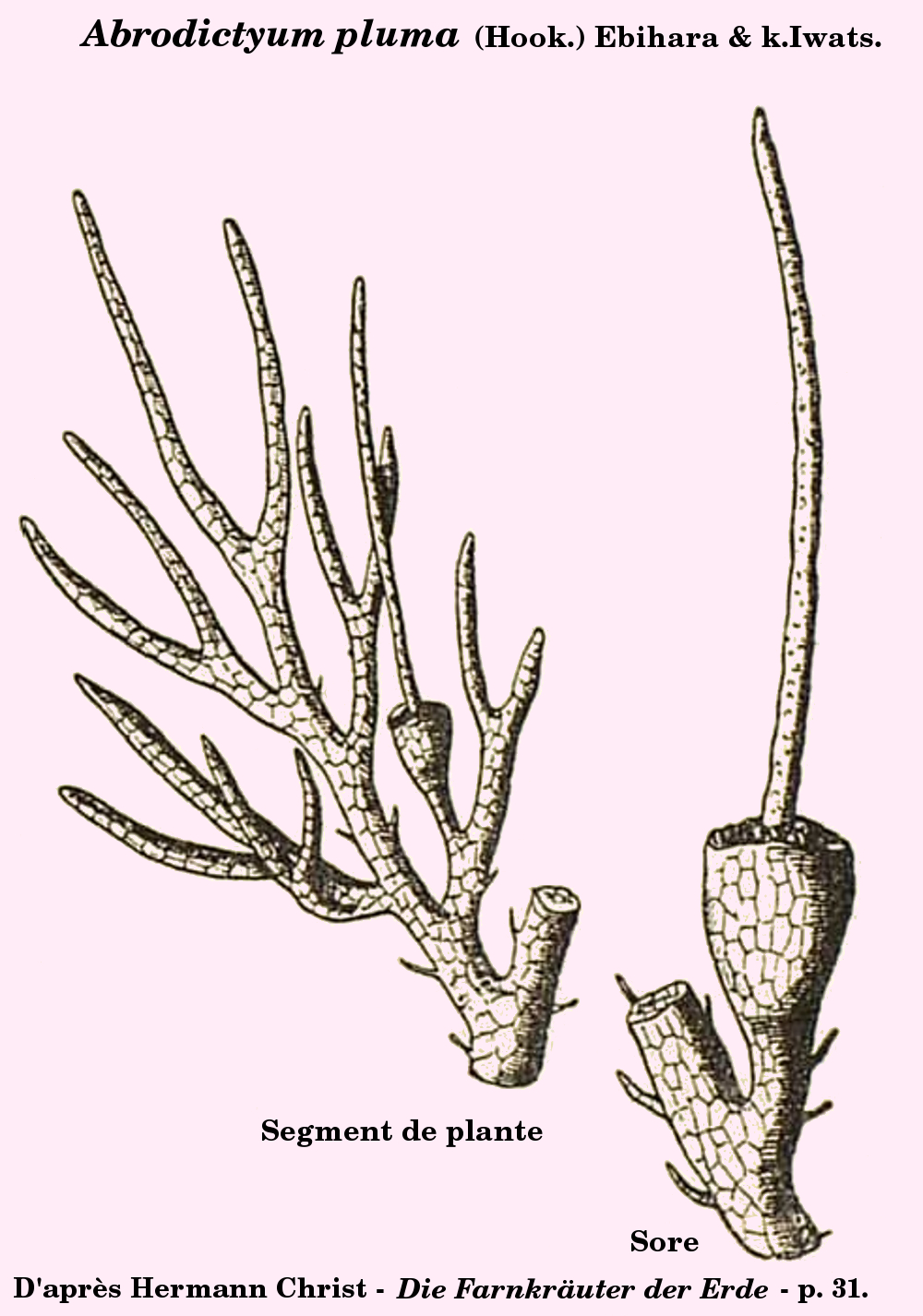
Sores

En plus des caractéristiques du genre, le limbe des frondes est quasiment réduit aux nervures avec une membrane de trois cellules au plus, quasiment disparue au point que les nervures sont presque parfaitement arrondies, l'indusie se présente sous forme d'une cupule campanulées sessile et pédicellée, se développant aux divisions du limbe, la longueur de la pointe filiforme portant les cupules sporangifères est de l'ordre du triple de celle de l'indusie.
L'espèce, comme celles du genre, compte 33 paires de chromosomes.

## Distribution et habitat
Abrodictyum pluma est une espèce terrestre qui se trouve dans l'ouest du Pacifique : Malaisie, Samoa et Nouvelle-Calédonie.

## Historique
William Jackson Hooker décrit, en 1854, un exemplaire de cette espèce collecté par Thomas Loob à Bornéo : il la nomme Trichomanes pluma Hook., en référence à l'aspect gracile de cette fougère résultat du limbe de la fronde quasiment réduit aux nervures.
Pendant des années, cette espèce est peu mentionnée : Roelof Benjamin van den Bosch et Conrad Vernon Morton l'ignorent, Hermann Christ (en référence) la présente et Carl Frederik Albert Christensen (en référence) la considère comme une espèce acceptée.
Enfin, en 2006, Atsushi Ebihara et Kunio Iwatsuki la reclassent dans le sous-genre Abrodictyum du genre Abrodictyum.

## Position taxinomique
Cette espèce appartient au sous-genre Abrodictyum du genre Abrodictyum.
Elle compte un synonyme lié aux révisions de la famille des Hymenophyllacées :
- Trichomanes pluma Hook.

Un autre synonyme est aussi reconnu :
- Trichomanes elatum Bosch (1861) : il s'agit d'un homonyme de Trichomanes elatum Desv. et de Trichomanes elatum G.Forst., la synonymie est signalée par Carl Frederik Albert Christensen.

Par ailleurs,  Atsushi Ebihara et al. signalent que les exemplaires asiatiques de Abrodictyum meifolium (Bory ex Willd.) Ebihara & K.Iwats. en sont aussi des synonymes. Mais la synonymie avec Trichomanes trichophyllum T.Moore est rejetée car cette espèce devrait appartenir au sous-genre Pachychaetum (synonyme non déterminé).